# Franco Forini
Franco Forini, född 22 september 1958 i Muralto, är en schweizisk racerförare.

## Racingkarriär
Forini deltog i tre formel 1-deltävlingar för Osella säsongen 1987. Han kvalificerade sig till två lopp, vilka han dock var tvungen att bryta.

## F1-karriär
| Säsong | Stall/Tillverkare | Poäng | Placering |
| ------ | ----------------- | ----- | --------- |
| 1987   | Osella-Alfa Romeo | 0     | –         |